# Schmallenberg
Schmallenberg település Németországban, azon belül Észak-Rajna-Vesztfália tartományban. Lakosainak száma 24 970 fő (2023. december 31.). Schmallenberg Winterberg és Bad Berleburg községekkel határos.

## Népesség
A település népességének változása:
| Lakosok száma | 24 775 | 25 230 | 24 965 | 24 869 | 24 704 | 24 878 | 24 970 |
|               | 1975   | 2015   | 2017   | 2019   | 2021   | 2022   | 2023   |